# 愛知県道444号東新町停車場線
愛知県道444号東新町停車場線（あいちけんどう444ごう ひがししんまちていしゃじょうせん）は、愛知県新城市平井から同市屋敷に至る一般県道である。2015年3月31日に廃止された。

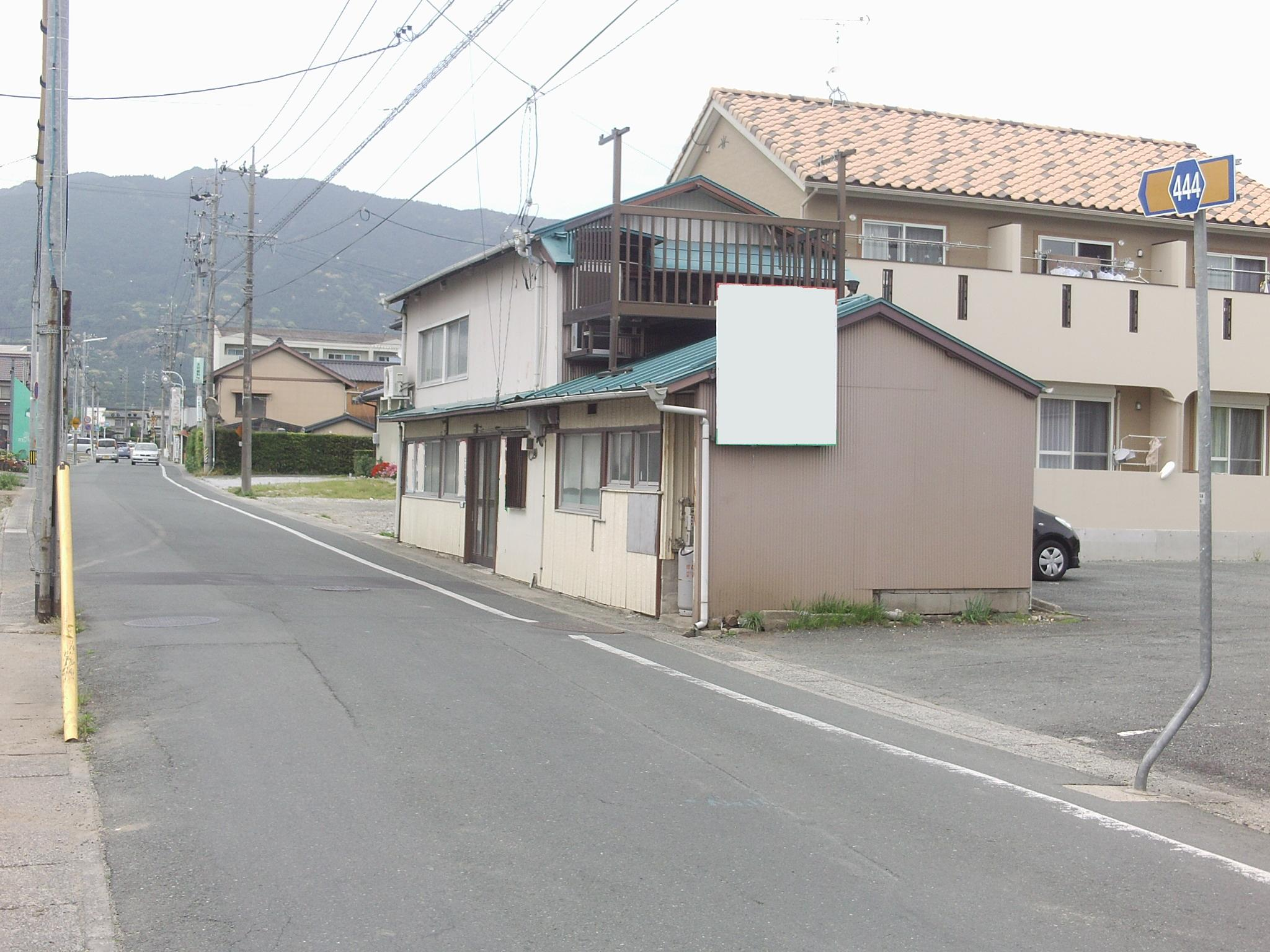
終点側。狭かった県道も拡幅工事が進められる。

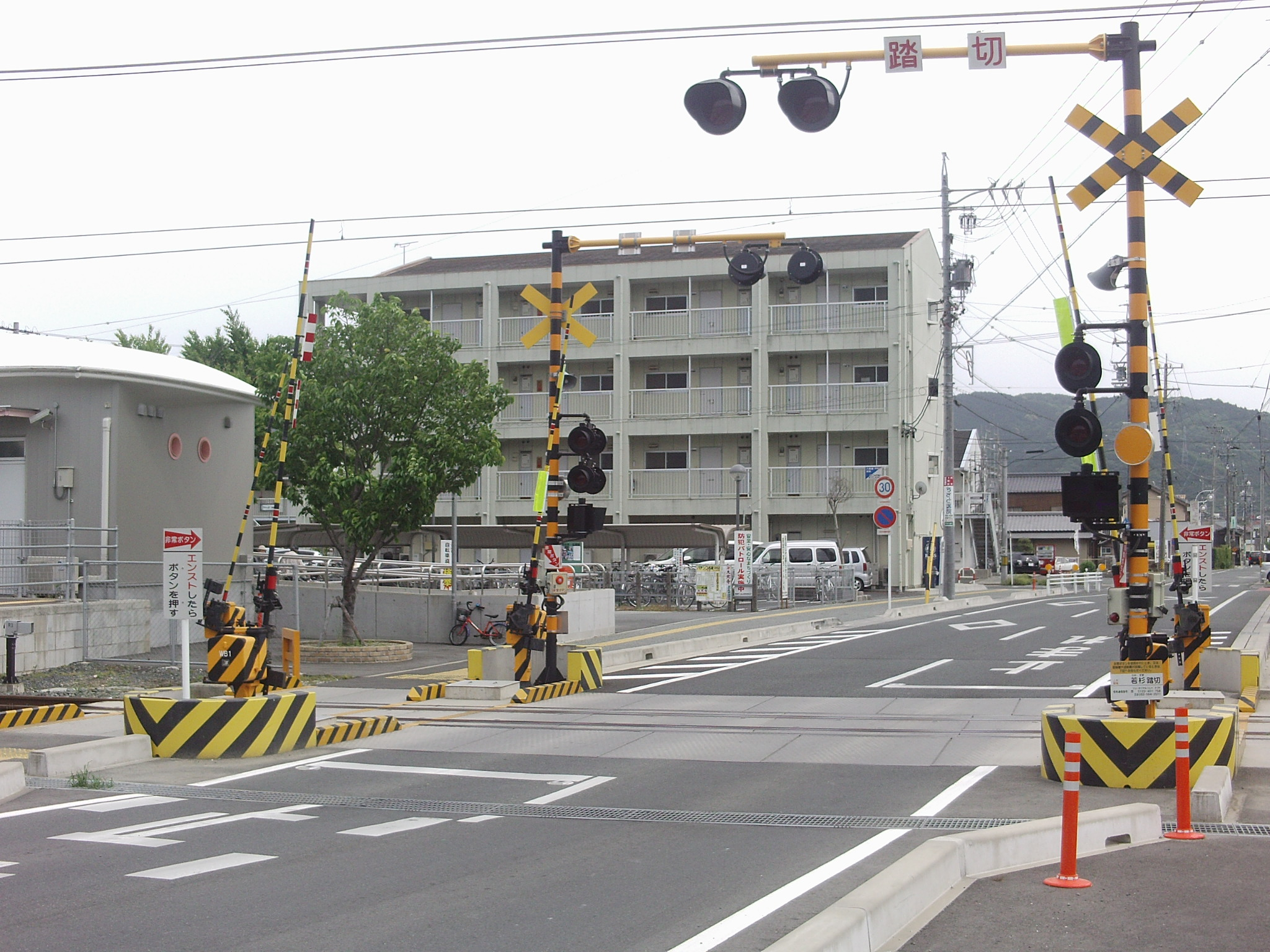
起点東新町停車場付近。踏切を越えた先からが県道。

## 概要
終点は愛知県道439号能登瀬新城線との交点である。道を北上すると起点JR飯田線 東新町駅がある。ここから北、国道151号方面へ続く区間は新城市の市道である。全長200mほどの大変短い県道である。

### 路線データ
- 起点：愛知県新城市平井
- 終点：愛知県新城市屋敷（東新町交差点）

## 沿革
- 1959年12月15日：認定
- 2015年3月31日：廃止[1]

## 通過する自治体
- 愛知県
  - 新城市

## 沿線周辺
- JR飯田線 東新町駅
- JA愛知東 本店

## 接続する道路
- 愛知県道439号能登瀬新城線